# The Day Before You Came
«The Day Before You Came» — песня шведской группы ABBA, впервые выпущенная в октябре 1982 года для нового сборного альбома группы The Singles: The First Ten Years.

## История
После альбома 1981 года The Visitors как Ульвеус, так и Андерссон взяли небольшую творческую паузу, с тем чтобы накопить новый материал для песен, хотя именно в это время начинается создание их первого мюзикла «Шахматы» вместе с Тимом Райсом. Одновременно Агнета Фельтског и Анни-Фрид Лингстад постепенно начинали сольные карьеры, исполняя песни на английском языке. Так, Фельтског вместе с знакомым бэк-вокалистом Томасом Ледином записала песню «Never Again» (хит средней популярности в Европе), в то время как Лингстад работала с Филом Коллинзом над сольным альбомом Something's Going On.
Группа вернулась в Polar Studios летом 1982 года для записи новых песен для нового студийного альбома вслед за The Visitors. Из них только две («The Day Before You Came» и «Under Attack»), вышли как синглы, ещё две — как вторые стороны (соответственно, «Cassandra» и «You Owe Me One»), ещё одна — «I Am the City» — вышла лишь в 1993 году на CD More ABBA Gold, в то время как последняя из них, «Just Like That», полностью так и не вышла в свет (отрывки были опубликованы в 1995 году).
«The Day Before You Came» была записана 20 августа 1982 под рабочим названием «Den Lidande Fågeln» (Страдающая птица). Кроме ведущего вокала Фельтског и дополнительного в исполнении Лингстад, фонограмма включала лишь синтезатор и драм-машину Андерссона, акустическую гитару Ульвеуса и барабан музыканта Åke Sundqvist. Песня описывает историю женщины, ведущей рутинный образ жизни перед тем, как встречает свою любовь. Строка, содержащая квинтэссенцию песни, звучит примерно так: «Это смешно, но я не ощущала, что живу бесцельно, за день до того, как ты пришёл» (англ. It’s funny but I had no sense of living without aim, the day before you came). Лиризм песни усугубляется хорошо запоминающейся грустной мелодией.
В переизданиях The Visitors на CD «The Day Before You Came» был включён как бонусный трек.
По описанию Майкла Третова, аудиоинженера ABBA в течение многих лет, эта песня стала последней, записанной группой ABBA. Он утверждает, что Агнета исполнила ведущую партию без освещения и при выключенном оборудовании, настроение у всех стало грустным, и стало ясно, что 'это конец'.
Сингл был официально выпущен 18 октября 1982 года вместе с другой новой песней, «Cassandra», в качестве второй стороны. К тому времени популярность ABBA медленно, но неуклонно снижалась во всех странах и, в особенности, в Великобритании, где некогда суперпопулярная группа смогла достигнуть лишь 32-й позиции в чартах с этим синглом. Тем не менее, песня завоевала строчки в горячей пятёрке хитов таких стран, как Финляндия, Швеция, Бельгия, Нидерланды, Швейцария, Норвегия и ФРГ, а также стала № 5 в канадском чарте Adult Contemporary.
Для продвижения песни 21 сентября 1982 года был снят клип, режиссёрами которого стали Челль Сундвалль и Челль-Оке Андерссон. Тем самым ABBA прервала восьмилетнее плодотворное сотрудничество с Лассе Халльстрёмом.

## Интерпретация
Наиболее прямая интерпретация песни, согласно Стивену Эммсу, музыкальному обозревателю The Guardian, отсылает нас к обычному, монотонному существованию женщины перед тем, как она встретила свою любовь. Универсальность подобного сюжета, соединённая с лёгкой проявляющейся депрессивностью — вот что, по его мнению, привлекает в песне слушателя и делает её «пронзительной притчей о смысле современной жизни».
С другой стороны, Эммс обращает внимание на то, что эта интерпретация не единственно возможная. Нарочито неясные строки, рефреном повторяющиеся «должно быть», «скорее всего» ("I must have … ", "I'm pretty sure … ") создают ощущение нереальности, может быть даже выдуманности излагаемых событий. Ещё один настораживающий факт, по его мнению — это упоминание в песне романа американской феминистки «Мерилин Френч или чего-то в том же стиле» ("Marilyn French, or something in that style"), что героиня читает перед сном.
Суммарно сочетание искренности чувства потери в голосе Агнеты, оперного по характеру бэк-вокала Фриды, экспрессионизма видеоряда, жалобного звука синтезатора, который повторяется и заполняет собой песню как дождь, стучащий по крыше, создаёт, по словам Эммса, практически не встречающееся в поп-музыке глубокое чувство предчувствия чего-то большого, возможно, экзистенциального, что усугубляется «похоронным» проигрышем. Эммс задаётся вопросом: может быть, группа хотела выразить, что эти отношения и любовь уже обречены с самого начала, как на тот момент была обречена на распад ABBA?

## Позиции в чартах
| Чарт (1982)                       | Позиция |
| --------------------------------- | ------- |
| Finnish Singles Chart             | 2       |
| Belgian Singles Chart             | 3       |
| Dutch Singles Chart               | 3       |
| Swedish Singles Chart             | 3       |
| Swiss Singles Chart               | 4       |
| Canadian Adult Contemporary Chart | 5       |
| German Singles Chart              | 5       |
| Norwegian Singles Chart           | 5       |
| Irish Singles Chart               | 12      |
| UK Singles Chart                  | 32      |
| French Singles Chart              | 38      |
| Australian ARIA Singles Chart     | 48      |

## Кавер-версии
- Стивен Уилсон из Porcupine Tree записал свою версию песни для EP Cover Version II.
- Британская группа The Real Tuesday Weld записала свою версию песни для компиляции 2007 года Backspin: A Six Degrees 10 Year Anniversary Project.
- Британский электронный дуэт Blancmange записал кавер песни в 1984 году, в чартах Британии он достиг отметки #22.